# Staufenberg (Hessen)
Staufenberg is een gemeente in de Duitse deelstaat Hessen, en maakt deel uit van de Landkreis Gießen.
Staufenberg telt 8.448 inwoners.
Allendorf (Lumda) ·
Biebertal ·
Buseck ·
Fernwald ·
Gießen ·
Grünberg ·
Heuchelheim ·
Hungen ·
Langgöns ·
Laubach ·
Lich ·
Linden ·
Lollar ·
Pohlheim ·
Rabenau ·
Reiskirchen ·
Staufenberg ·
Wettenberg